# Calamus vattayila
Calamus vattayila là loài thực vật có hoa thuộc họ Arecaceae. Loài này được Renuka mô tả khoa học đầu tiên năm 1987.